# Огродженец
Огроджѐнец (на полски: Ogrodzieniec) е град в Южна Полша, Силезко войводство, Заверченски окръг. Административен център е на градско-селската Огродженешка община. Заема площ от 28,56 км2.

## Население
Според данни от полската Централна статистическа служба, към 1 януари 2014 г. населението на града възлиза на 4 379 души. Гъстотата е 153 души/км2.